# Suzanne Thommen
Suzanne Thommen (* 12. März 1941 in Basel) ist eine Schweizer Schauspielerin.

## Leben
Suzanne Thommen liess sich von Herma Clement zur Schauspielerin ausbilden. Erste Rollen spielte sie an der Komödie Basel und dem Kabarett Gigampfi. Von 1962 bis 1964 hatte sie ein Engagement am Stadttheater Luzern, von 1964 bis 1966 stand sie an den Städtischen Bühnen Oberhausen unter Vertrag. Ab 1968 gehörte Thommen acht Jahre den Basler Theatern an. Seit 1976 ist sie freiberuflich tätig und wirkte unter anderem bei den Ruhrfestspielen in Recklinghausen, in der Spielzeit 1978/79 am Theater am Neumarkt in Zürich und auch immer wieder an den Basler Theatern. Daneben war sie häufig an kleineren Theater und freien Gruppen zu sehen.
Bekannte Rollen Thommens waren die Titelrollen im Besuch der alten Dame unter der Regie von Helmut Förnbacher oder die Marie in Marie und Robert von Paul Haller in einer Inszenierung von René Scheibli. Mehrfach war sie in Stücken des russischen Dramatikers Anton Tschechow zu sehen. In Der Kirschgarten spielte Thommen die Rolle der Dunjaša, in Die Möwe verkörperte sie die Tochter Maša des Gutsbesitzers Samreyev und in Platonow die Marja Jefimowna Grekowa.
Gelegentlich arbeitet Suzanne Thommen auch vor der Kamera. Erstmals spielte sie 1960 in der Schweizer Verfilmung von Wilhelm Tell nach Friedrich Schiller. 1993 übernahm sie die Rolle der Frau Jämmerlin in Justiz, der Verfilmung des gleichnamigen Romans von Friedrich Dürrenmatt, 1995 war sie die Schulleiterin in der Tatort-Folge Rückfällig. Daneben ist sie auch für den Hörfunk aktiv.

## Filmografie (Auswahl)
- 1960: Wilhelm Tell
- 1966: Der Raub der Sabinerinnen
- 1979: Der Chinese
- 1993: Justiz
- 1995: Tatort – Rückfällig
- 1996: Blue Mountain
- 2000: Zornige Küsse
- 2001: Stille Liebe
- 2004: Bienvenue en Suisse
- 2009: Hundeleben

## Hörspiele
- 1989: Marlène Wirthner-Durrer: Der stumpfe Griffel – Regie: Elisabeth Gyger – SRF
- 1989: Werner Wesbonk: Der Tagstreicher – Regie: Buschi Luginbühl – SRF
- 1989: Hans Hausmann: Véronique – Regie: Martin Bopp – SRF
- 1990: Hanspeter Gansner: Premiere – Regie: Buschi Luginbühl – SRF